# Grand Destiny
A Grand Destiny album a magyar Sear Bliss együttes 2001-ben megjelent harmadik nagylemeze. Az albumot ezúttal egy magyar kiadó gondozta, a győri Nephilim Records. Egy évvel korábban a Sear Bliss tagsága ismét jelentősen kicserélődött, így egyedül Nagy András maradt az alapító tagok közül a zenekarban.
A Grand Destiny kedvező fogadtatásának köszönhetően a Sear Bliss szerződést köt az amerikai Red Stream kiadóval, akik első lépésként 2002 tavaszán az Amerikai Egyesült Államokban is kihozzák az albumot.

## Az album dalai
1. The Slowing of Time – 1:47
2. The World Beyond – 3:05
3. Death in Torment – 7:11
4. Arx Idolatriae – 4:23
5. Labyrinth of Pain – 6:39
6. Hate Blade – 2:24
7. Black Heart – 3:19
8. God Man – 6:22
9. Moments of Falling – 6:00
10. Infinitude – 5:40

## Közreműködők
- Nagy András – basszusgitár, ének
- Horváth Péter András – gitár
- Neubrandt István – gitár
- Schönberger Zoltán – dob
- Pál Zoltán – harsona

Vendégek:
- Pintér Róbert – trombita
- Kondor Tamás – szintetizátor

## Külső hivatkozások
- Sear Bliss hivatalos weboldal
- Encyclopaedia Metallum